# Partido Liberal de Nueva York
El Partido Liberal de Nueva York (en inglés: Liberal Party of New York) es un partido político estadounidense que ha estado activo sólo en el estado de Nueva York. Su plataforma mantiene una gama de políticas sociales de tipo progresista: está a favor del aborto, aumento en el gasto en educación y asistencia sanitaria universal.

## Historia
El Partido Liberal fue fundado en 1944 por George Counts Archivado el 11 de junio de 2020 en Wayback Machine. como una alternativa al Partido Laboral Estadounidense, que había sido formado antes como un vehículo para los izquierdistas disconformes con el Partido Demócrata al apoyar a Franklin D. Roosevelt. A pesar de lograr algunos éxitos, el Partido Laboral Estadounidense fue desprestigiado por la notoria influencia de comunistas en su organización, que llevó a los sindicalistas David Dubinksy y Alex Rose, y al teólogo Reinhold Niebuhr a emigrar del partido y formar el Partido Liberal como una alternativa explícitamente anticomunista. En las elecciones de 1944, ambos partidos apoyaron a Roosevelt en la campaña presidencial, pero en 1948 los liberales nominaron a Harry Truman y el Partido Laboral Estadounidense nominó al candidato del Partido Progresista, Henry A. Wallace.
Al momento de su fundación, el Partido Liberal había ideado un plan para convertirse en un partido nacional, con el excandidato presidencial republicano Wendell Willkie como su líder nacional y candidato para la alcaldía de Nueva York de 1945. Sin embargo, la inesperada muerte de Willkie en 1944 dejó a los liberales sin ninguna figura nacional que liderara el partido.
Aunque el Partido Liberal generalmente apoyaba candidatos demócratas, esto no siempre fue así. El partido apoyó a algunos republicanos como John Lindsay y Rudy Giuliani para la alcaldía de Nueva York y Jacob Javits y Charles Goodell para senadores, e independientes como John B. Anderson para presidente. En 1969, Lindsay, el entonces alcalde de Nueva York, perdió la primaria del Partido Republicano pero fue reelecto como candidato del Partido Liberal. En 1977, después que Mario Cuomo perdiera la nominación del Partido Demócrata para la alcaldía neoyorquina a manos de Ed Koch, el Partido Liberal lo apoyó, pero perdió por un estrecho margen en la elección general.
El Partido Liberal disminuyó su influencia desde la elección de 1980. Su candidata a gobernadora en 1998, Betsy McCaughey Ross, recibió menos del 2% de los votos. El partido apoyó la exitosa campaña senatorial de Hillary Clinton en 2000, pero esto no significó un mayor impacto para el partido.